# Kleifries
Het Kleifries is de samenvattende benaming voor het Fries gesproken in de Friese Kleistreek, dat wil zeggen het merendeel van de provincie Friesland. Het gaat om het westen en het noorden van de provincie. In het oosten spreekt men het Woudfries, dat als het tegenovergestelde van het Kleifries gezien wordt. De taal van het zuiden van Friesland (Lemsterland, Gaasterland) wijkt enigszins af van het ander Kleifries; soms deelt men deze dialecten in een eigen groep, het Zuidwesthoeks, in. Binnen het Kleifriese gebied liggen tal van Stadsfriestalige enclaves. Ten slotte heeft Hindeloopen ook een eigen dialect, het Hindeloopers, dat in het geheel geen Kleifries genoemd mag worden.

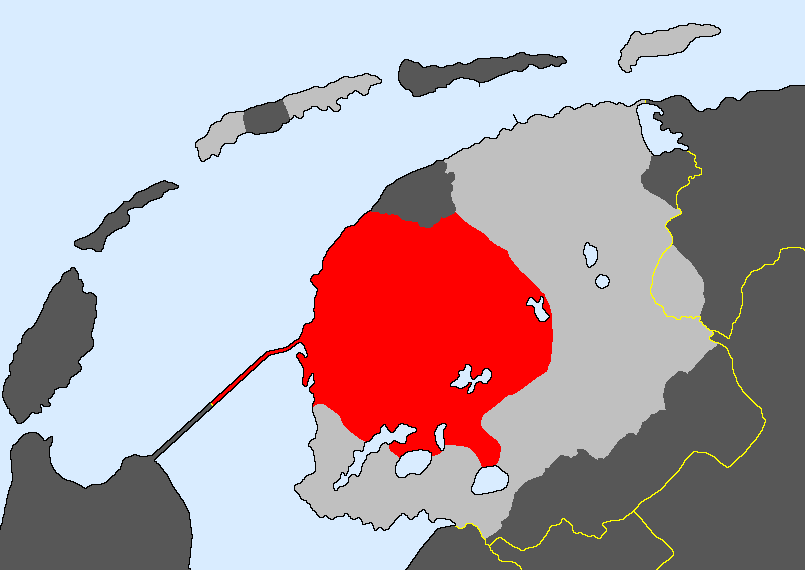
Verspreiding van het Kleifries.

De verschillen met het Woudfries zijn gering. Ze beperken zich voornamelijk tot de uitspraak van de persoonlijke voornaamwoorden. Vergelijk:
| Kleifries | Woudfries | Nederlands |
| do        | dû        | "jij"      |
| mij       | my        | "mij"      |
| dij       | dy        | "jou"      |
| hij       | hy        | "hij"      |

Let wel, dat alleen het eerste verschil op schrift terug te zien is. In de Friese standaardtaal schrijft men altijd my, dy en hy; de uitspraak is dan afhankelijk van de streek waar de spreker vandaan komt. Andere verschillen tussen het Kleifries en het Woudfries liggen in de benamingen voor alledaagse voorwerpen; de verspreidingsgebieden van die woorden lopen echter zelden helemaal parallel aan de geijkte grens tussen beide dialecten op basis van de persoonlijke voornaamwoorden.
Het Kleifries is het meest algemene, meest gesproken dialect van het Fries. Wie Fries leert, leert gewoonlijk het Kleifries, de taalvorm waarin de meeste aangeboden cursussen gesteld zijn en waarin de meeste boeken geschreven zijn.